# Hermann Niebuhr (Politiker)
Hermann Niebuhr (* 16. Dezember 1885 in Heiligenfelde; † 2. Juni 1948 in Eystrup) war ein deutscher Zeitungsredakteur, Geschäftsführer des Haus- und Grundbesitzervereins, Kommunalpolitiker, Senator und Mitglied des Hannoverschen Provinziallandtages.

## Leben
Hermann Niebuhr wurde 1885 in der Gründerzeit des Deutschen Kaiserreichs in dem kleinen Ort Heiligenfelde im heutigen Landkreis Diepholz geboren.
Nach dem Ersten Weltkrieg war Niebuhr Syndikus und Repräsentant des hannoverschen Haus- und Grundbesitzervereins. In der Weimarer Republik während der Kommunalwahlen am 2. Mai 1924 vertrat er den  rechtsgerichteten sogenannten „Ordnungsblock“ in Hannover.
Von 1925 bis 1929 war Niebuhr Mitglied des Hannoverschen Provinziallandtages.
Nach dem Zweiten Weltkrieg konnte Hermann Niebuhr mit Genehmigung der britischen Militärregierung bereits ab 1946 den Vorsitz für den Verein Haus- und Grundeigentum Hannover wahrnehmen. Niebuhr starb 1948 in Eystrup.